# Danmarks Motor Union
Danmarks Motor Union (DMU) er et specialforbund under Danmarks Idræts-Forbund, der organiserer motorcykelsport - og Powerboat-sporten i Danmark.
Motocross - Off-Track - Road Racing, Speedway og Powerboat (speedbåde/Jetski/Vandscooter). For nogle af sportsområdernes vedkommende er de yderligere opdelt i forskellige specialdiscipliner. Off-Track har fx Enduro og Trial samlet, mens SuperMoto, Dragracing og Road Racing hører sammen i én sportskommission.

## International og national organisering
Danmarks Motor Union er nationalt organiseret under Danmarks Idræts-Forbund (DIF) og internationalt organiseret under FIM (Fédération Internationale de Motocyclisme) samt FIM Europe. Det giver mulighed for at danske elitekørere under DMU kan deltage i internationale turneringer og ligeledes, at klubber organiseret under DMU får mulighed for at arrangere internationale elitearrangementer (f.eks. EM- eller Grand Prix-stævner). De bedste danske elitekørere har qua DMU mulighed for landstræner- og Team Danmark støtte - til forsat udvikling af deres internationale potentiale.

## Landstræner for speedway
- 1991-2002: Erik Gundersen[1]
- 2016-2022: Hans Nielsen[2]
- 2023- Nicki Pedersen[3]